# Jalal Hosseini
Seyed Jalal Hosseini Khoshkebejari (pers. جلال حسينی; Bandar-e-Anzali, 3 febbraio 1982) è un ex calciatore iraniano.

## Palmarès

### Club

#### Competizioni nazionali
- Campionato iraniano: 4

Persepolis: 2016-2017, 2017-2018, 2018-2019, 2019-2020
- Coppa d'Iran: 1

Persepolis: 2018-2019
- Supercoppa d'Iran: 4

Persepolis: 2017, 2018, 2019, 2020

### Nazionale
- Giochi asiatici: 1

2006